# استورنارا
استورنارا (به ایتالیایی: Stornara) یک کومونه در ایتالیا است که در استان فوجا واقع شده‌است.

## خصوصیات
استورنارا ۳۳٫۶۵ کیلومترمربع مساحت و ۴٬۸۰۵ نفر جمعیت دارد و ۷۴ متر بالاتر از سطح دریا واقع شده‌است.